# Verdict Revised – Unschuldig verurteilt
Verdict Revised – Unschuldig verurteilt ist eine schwedische Krimiserie, die ihre Premiere am 24. September 2008 auf dem schwedischen Sender TV4 hatte. Protagonist ist der umstrittene Juraprofessor Markus Haglund, der sich für die Freilassung von Strafgefangenen einsetzt, die er für unschuldig hält. Ihre deutschsprachige Premiere hatte die Serie am 18. Juli 2011 auf ZDFneo.

## Handlung
Der Strafrechtsprofessor Markus Haglund war vor zehn Jahren ein erfolgreicher Anwalt mit dem Ruf, auch aussichtslose Fälle zu gewinnen. Nachdem jedoch ein durch ihn freigesprochener Mandant eine junge Mutter und deren Tochter vergewaltigte und umbrachte, zog er sich in Alkohol, Affären und Selbstmitleid zurück. Dieses Verhalten kostet ihn nun fast seinen Job. Damit er diesen und sein Haus nicht verliert, muss er wieder unterrichten. Mit den vier jungen Studenten Anna, Fia, Belal und Roger übernimmt er nun die Verteidigung von möglicherweise zu Unrecht verurteilten Straftätern.

## DVD-Veröffentlichungen
Deutschland
- Staffel 1 erschien am 2. September 2011

- Staffel 2 erschien am 2. Dezember 2011

## Episodenliste

### Staffel 1
| Nr. (ges.) | Nr. (St.) | Deutscher Titel          | Originaltitel | Erstausstrahlung Schweden | Deutschsprachige Erstausstrahlung (D) |
| ---------- | --------- | ------------------------ | ------------- | ------------------------- | ------------------------------------- |
| 1          | 1         | Mauer des Schweigens     | Avsnitt 1     | 24. Sep. 2008             | 18. Juli 2011                         |
| 2          | 2         | Der Fall Serkan          | Avsnitt 2     | 1. Okt. 2008              | 25. Juli 2011                         |
| 3          | 3         | Schnee im Gepäck         | Avsnitt 3     | 8. Okt. 2008              | 1. Aug. 2011                          |
| 4          | 4         | Ich bin schuldig!        | Avsnitt 4     | 15. Okt. 2008             | 8. Aug. 2011                          |
| 5          | 5         | Der lange Schatten       | Avsnitt 5     | 22. Okt. 2008             | 15. Aug. 2011                         |
| 6          | 6         | Lebendig verbrannt?      | Avsnitt 6     | 29. Okt. 2008             | 22. Aug. 2011                         |
| 7          | 7         | Der Mann auf der Treppe  | Avsnitt 7     | 5. Nov. 2008              | 5. Sep. 2011                          |
| 8          | 8         | Zwei Leichen, zwei Zähne | Avsnitt 8     | 12. Nov. 2008             | 12. Sep. 2011                         |
| 9          | 9         | Zuhälterkrieg            | Avsnitt 9     | 19. Nov. 2008             | 19. Sep. 2011                         |
| 10         | 10        | Schwulenjagd             | Avsnitt 10    | 26. Nov. 2008             | 26. Sep. 2011                         |
| 11         | 11        | Kinder lügen nicht?      | Avsnitt 11    | 3. Dez. 2008              | 4. Okt. 2011                          |
| 12         | 12        | Roger unter Mordverdacht | Avsnitt 12    | 10. Dez. 2008             | 10. Okt. 2011                         |

### Staffel 2
| Nr. (ges.) | Nr. (St.) | Deutscher Titel            | Originaltitel | Erstausstrahlung Schweden | Deutschsprachige Erstausstrahlung (D) |
| ---------- | --------- | -------------------------- | ------------- | ------------------------- | ------------------------------------- |
| 13         | 1         | Lockvogel                  | Avsnitt 1     | 30. Sep. 2009             | 17. Okt. 2011                         |
| 14         | 2         | Die Farbe des Todes        | Avsnitt 2     | 7. Okt. 2009              | 24. Okt. 2011                         |
| 15         | 3         | Gefangen oder tot          | Avsnitt 3     | 14. Okt. 2009             | 31. Okt. 2011                         |
| 16         | 4         | Was ist los mit Markus?    | Avsnitt 4     | 21. Okt. 2009             | 7. Nov. 2011                          |
| 17         | 5         | Mutter hinter Gittern      | Avsnitt 5     | 28. Okt. 2009             | 14. Nov. 2011                         |
| 18         | 6         | Bücher und Mörder          | Avsnitt 6     | 4. Nov. 2009              | 21. Nov. 2011                         |
| 19         | 7         | Der Nigger                 | Avsnitt 7     | 11. Nov. 2009             | 28. Nov. 2011                         |
| 20         | 8         | In Todesangst              | Avsnitt 8     | 18. Nov. 2009             | 5. Dez. 2011                          |
| 21         | 9         | Der Tod macht Visite       | Avsnitt 9     | 25. Nov. 2009             | 12. Dez. 2011                         |
| 22         | 10        | Der alte Mann und das Geld | Avsnitt 10    | 2. Dez. 2009              | 19. Dez. 2011                         |
| 23         | 11        | Armes reiches Mädchen      | Avsnitt 11    | 9. Dez. 2009              | 2. Jan. 2012                          |
| 24         | 12        | Mittsommertod              | Avsnitt 12    | 16. Dez. 2009             | 9. Jan. 2012                          |